# Sciadonus galatheae
Sciadonus galatheae is een straalvinnige vissensoort uit de familie van naaldvissen (Aphyonidae). De wetenschappelijke naam van de soort is voor het eerst geldig gepubliceerd in 1969 door Nielsen.